# Superman: Unbound
Superman: Unbound è un film d'animazione del 2013 diretto da James Tucker.
Il film è basato sull'arco narrativo Superman: Brainiac, pubblicato all'interno della serie a fumetti Action Comics nel 2008, scritto da Geoff Johns. È il sedicesimo lungometraggio facente parte dei DC Universe Animated Original Movies.

## Trama
Mentre Superman è impegnato in un'altra parte del mondo, il ruolo di difensore di Metropolis è stato assunto dalla cugina dell'uomo d'acciaio, Supergirl, la quale non si è ancora completamente abituata alla vita sulla Terra e alla responsabilità derivante dai suoi poteri. Non appena Superman salva la fidanzata Lois Lane da un rapimento, la reporter gli esterna il suo desiderio di avere una vita normale assieme a Clark, e non solo al paladino della città, e di essere considerata in grado di badare a sé stessa.
Poco tempo dopo una navicella atterra in Arizona: Superman si reca subito sul posto e l'aliante si trasforma in un androide che il supereroe kryptoniano riesce a distruggere. Portatolo alla Fortezza della Solitudine Kal-El comincia ad esaminarlo: Kara Zor-El arriva e riconosce il robot come un emissario di Brainiac, il malvagio essere mezzo vivente mezzo macchina assetato di conoscenza che imperversa nella galassia. Kara ha modo di raccontare al cugino di come l'entità racchiuda in alcune teche le città più importanti dei mondi che visita così da crearsi una sorta di galassia personale da cui attingere sempre più dati. Tra le malcapitate metropoli si trova anche Kandor, la città più importante di Krypton.
Superman, a bordo di una navicella, si reca immediatamente alla ricerca di Brainiac per fermarlo, dato che l'invio del robot sulla Terra significa che questa è il suo prossimo obbiettivo. Una volta trovatolo, Superman tenta di impedirgli di schiavizzare il pianeta che ha attaccato, ma viene investito dalla distruzione del sole di quel mondo e portato a bordo della navicella di Brainiac. Questi gli rivela di aver lasciato vivere Krypton sapendo che di lì a poco sarebbe esploso da solo e decide di attaccare la Terra e di spedire il kryptoniano dentro Kandor. Intanto Lois e Kara hanno modo di conoscersi e di farsi forza l'un l'altra.
All'interno della città Superman risulta sempre più debole per via della presenza di un sole rosso, ma nonostante ciò riesce a trovare i genitori di Kara, Zor-El e Alura, che gli rivelano che Brainiac, secondo quanto scoperto, ha un punto debole. Usando i poteri rimastigli, Superman riesce ad evadere dalla miniatura, a prenderla con sé e a ritornare alla Fortezza grazie alla sua navicella. Brainiac, ripresosi dallo scontro con il kryptoniano, arriva a Metropolis, a cui difesa si ergono Superman e Supergirl.
Usando la sua tecnologia, Braniac riesce a rinchiudere in una teca parte di Metropolis e a rapire i due cugini, dei quali vuole la conoscenza kryptoniana. Superman, facendo forza sul proprio amore per il pianeta che lo ha adottato, riesce a evadere dalla prigionia e comincia a combattere con l'entità sulla Terra, inviando Kara a fermare il missile puntato contro il sole. Entrambi riescono nei loro intenti e, dopo aver "rimesso a posto" Metropolis, anche Kandor viene liberata su un altro pianeta, cosa che permette a Supergirl di riabbracciare i suoi genitori. Tornato al Daily Planet, Clark bacia Lois davanti a tutti i colleghi e le chiede di sposarlo.